# Okręg wyborczy Hoxton
Okręg wyborczy Hoxton powstał w 1885 r. i wysyłał do brytyjskiej Izby Gmin jednego deputowanego. Okręg obejmował dystrykt Hoxton w Londynie. Został zlikwidowany w 1918 r.

## Deputowani do brytyjskiej Izby Gmin z okręgu Hoxton
- 1885–1900: James Stuart, Partia Liberalna
- 1900–1910: Claude Hay
- 1910–1918: Christopher Addison, Partia Liberalna